# Auray
Auray é uma comuna francesa na região administrativa da Bretanha, no departamento Morbihan. Estende-se por uma área de 6,91 km². Em 2010 a comuna tinha 14 358 habitantes (densidade: 2 077,9 hab./km²).494 hab/km².